# Acanthoscelides argillaceus
Acanthoscelides argillaceus là một loài bọ cánh cứng trong họ Bruchidae. Loài này được Sharp miêu tả khoa học năm 1885.